# Radnička obrana
Radnička obrana (eng. The Workers’ Defense) je bio hrvatski iseljenički list u SAD-u koji je izlazio dvaput tjedno.
Izlazile su od 1904. do 1916. godine. Uređivao ih je Anton E. Basetić, a ujedno im je bio i direktor (manager). Kasnije ih je uređivao Milan Knezevich. Uz Antona direktori novina je bila i "Slavonian Publishing Co.", kasnije "Croatian Publishing Co".
List se uređivao u Salt Lake Cityju i u Duluthu, a povjereništva je imao i u Chicagu, Milwaukeeju i u Garyju. Za razliku od brojnih drugih hrvatskih iseljeničkih tiskovina izdržala postojati preko jednog desetljeća.
Godine 1916. "Radnička Obrana" mijenja ime u "Narodna Obrana", a kasnije i prelazi u "Glasnik istine".

## Vanjske poveznice
- (engl.) Hrsvijet.net  Arhivirana inačica izvorne stranice od 22. prosinca 2010. (Wayback Machine) Ante Čuvalo: Anton E. Basetić (1879-1921) The First Victim of Yugoslav Terror among Croatian Émigrés